# Черкеск
Черкеск (рус. Черкесск) град је у Русији у Карачајево-Черкезији и главни је град те области. Према попису становништва из 2010. у граду је живело 121.439 становника.

## Географија

### Клима
| Клима Черкеска             | Клима Черкеска | Клима Черкеска | Клима Черкеска | Клима Черкеска | Клима Черкеска | Клима Черкеска | Клима Черкеска | Клима Черкеска | Клима Черкеска | Клима Черкеска | Клима Черкеска | Клима Черкеска | Клима Черкеска |
| Показатељ \ Месец          | .Јан.          | .Феб.          | .Мар.          | .Апр.          | .Мај.          | .Јун.          | .Јул.          | .Авг.          | .Сеп.          | .Окт.          | .Нов.          | .Дец.          | .Год.          |
| -------------------------- | -------------- | -------------- | -------------- | -------------- | -------------- | -------------- | -------------- | -------------- | -------------- | -------------- | -------------- | -------------- | -------------- |
| Средњи максимум, °C (°F)   | 1 (34)         | 2 (36)         | 7 (45)         | 16 (61)        | 22 (72)        | 26 (79)        | 29 (84)        | 28 (82)        | 23 (73)        | 16 (61)        | 8 (46)         | 2 (36)         | 15 (59)        |
| Средњи минимум, °C (°F)    | −5 (23)        | −6 (21)        | −1 (30)        | 5 (41)         | 9 (48)         | 13 (55)        | 16 (61)        | 16 (61)        | 11 (52)        | 6 (43)         | 0 (32)         | −4 (25)        | 5 (41)         |
| Количина падавина, mm (in) | 12,7 (5)       | 13,8 (5,43)    | 20 (7,9)       | 41,5 (16,34)   | 45,7 (17,99)   | 57,3 (22,56)   | 47,3 (18,62)   | 34,2 (13,46)   | 24,5 (9,65)    | 29,7 (11,69)   | 23,5 (9,25)    | 22,3 (8,78)    | 372,5 (146,65) |
| Извор: MSN Weather         |                |                |                |                |                |                |                |                |                |                |                |                |                |

## Становништво
Према прелиминарним подацима са пописа, у граду је 2010. живело 121.439 становника, 5.195 (4,47%) више него 2002.
| 1939.  | 1959.  | 1970.  | 1979.  | 1989.   | 2002.   | 2010.   |
| ------ | ------ | ------ | ------ | ------- | ------- | ------- |
| 28.645 | 41.709 | 67.186 | 90.833 | 113.060 | 116.244 | 129.069 |